# Đội tuyển bóng đá quốc gia Đan Mạch
Đội tuyển bóng đá quốc gia Đan Mạch (tiếng Đan Mạch: Danmarks fodboldlandshold) là đội tuyển bóng đá đại diện cho Đan Mạch trên bình diện quốc tế. Đội được quản lý bởi Hiệp hội bóng đá Đan Mạch (DBU), cơ quan quản lý các câu lạc bộ bóng đá được tổ chức trực thuộc DBU. Sân nhà của Đan Mạch là sân vận động Parken ở quận Østerbro của thủ đô Copenhagen. Huấn luyện viên trưởng của đội hiện tại là Brian Riemer.
Đan Mạch là đội giành huy chương vàng môn Bóng đá nam tại Thế vận hội mùa hè năm 1906 và giành huy chương bạc tại Thế vận hội 1908 và 1912. Tuy nhiên, vì những người nghiệp dư đã cấm các cầu thủ quốc tế của họ trở thành cầu thủ chuyên nghiệp ở các câu lạc bộ nước ngoài, Đan Mạch đã không đủ điều kiện tham dự FIFA World Cup cho đến năm 1986, mặc dù họ đã giành được một huy chương bạc Olympic khác vào năm 1960.
Kể từ những năm 1980, Đan Mạch vẫn luôn thi đấu tại các giải đấu quốc tế. Chiến thắng tại giải vô địch bóng đá châu Âu năm 1992 tại Thụy Điển đánh dấu danh hiệu nổi bật nhất của đội, khi đánh bại đương kim vô địch Hà Lan trong trận bán kết và Đức trong trận chung kết. Họ cũng giành được King Fahd Cup 1995 khi đánh bại Argentina trong trận chung kết. Thành tích tốt nhất tại World Cup của đội tuyển Đan Mạch là vào tứ kết năm 1998, khi đội nhận thất bại 2–3 trước Brasil. Đan Mạch cũng lọt vào vòng 16 đội ở các giải năm 1986, 2002 và 2018.

## Các đội tuyển
Ngoài đội A cấp cao của nam, Đan Mạch thi đấu với đội tuyển quốc gia nữ và có các đội ở các cấp độ trẻ khác nhau cho cả nam và nữ, nổi bật nhất là đội tuyển quốc gia dưới 21 tuổi . Trong lịch sử, đội hạng A đã thi đấu tại Thế vận hội cho đến và bao gồm cả giải đấu năm 1988, sau đó các trò chơi Olympic được tính là các trò chơi quốc gia dưới 21 tuổi. Ngoài đội hạng A và các đội trẻ, Đan Mạch còn có một đội tuyển quốc gia thuộc giải đấu đặc biệt mang tên Ligalandsholdet, với những cầu thủ xuất sắc nhất của bóng đá Đan Mạch từ các giải đấu Bắc Âu. Ligalandsholdet được thành lập vào tháng 1 năm 1983, và đã chơi các trận không chính thức cho đội tuyển quốc gia trong kỳ nghỉ đông của các giải đấu Bắc Âu hàng năm kể từ đó, kể từ năm 2005 và 2011. Đôi khi giới truyền thông cũng coi Ligalandsholdet là đội B của Đan Mạch, là đội hay nhất. Các cầu thủ Đan Mạch được chọn vào đội A thường chơi ở các giải đấu bên ngoài các nước Bắc Âu. Do đó, huấn luyện viên đội tuyển quốc gia đã nhiều lần vạch ra mục đích của việc tổ chức các trận đấu không chính thức của Ligalandsholdet như một cơ hội để thử nghiệm những cầu thủ mới tiềm năng sắp tới của Đan Mạch cho đội A.

## Hình ảnh đội tuyển

### Cổ động viên
Ngoài đội tuyển quốc gia, Đan Mạch cũng nổi tiếng không kém với những cổ động viên đi du lịch, được gọi là roligans. Phong trào nổi lên trong những năm 1980 với tư cách là tuyên bố phản đối chủ nghĩa côn đồ . Mục tiêu của phong trào roligan là bình tĩnh, nhưng vui vẻ, hỗ trợ trong các trận đấu, vì "rolig" có nghĩa là "bình tĩnh" trong tiếng Đan Mạch . Các roligan kể từ đó đã phát triển một hình ảnh về bản chất dễ gần và sự ủng hộ cuồng nhiệt, và thường được coi là một trong những người hâm mộ đội tuyển quốc gia xuất sắc nhất thế giới, cùng với Quân đội Tartan của Scotland. Họ đã được trao Giải thưởng FairPlay của FIFA tại Giải vô địch châu Âu năm 1984. Ngay trước World Cup 1986, phong trào roligan đã được tổ chức để cổ vũ cho đội tuyển quốc gia tại giải đấu.
Tuy nhiên, danh tiếng tốt của những người ủng hộ Đan Mạch đã bị bôi nhọ bởi cuộc tấn công của người hâm mộ ở vòng loại UEFA 2008 xảy ra vào tháng 6 năm 2007 trong trận đấu vòng loại Euro 2008 với Thụy Điển khi một cổ động viên Đan Mạch tức giận xâm nhập sân và cố gắng tấn công trọng tài, sau quyết định của ông ta. rút thẻ đỏ cho Christian Poulsen và một quả phạt đền cho Thụy Điển ở những phút cuối cùng của trận đấu. Người hâm mộ tấn công đã bị một số cầu thủ Đan Mạch chặn lại trên sân trước khi anh ta đến gặp trọng tài, nhưng do tình tiết đó, trận đấu ngay lập tức bị trọng tài hủy bỏ, sau đó UEFA quyết định trao một thất bại mặc định 0–3 cho Đan Mạch. như là sự trừng phạt.

### Đối thủ
Đối thủ chính của Đan Mạch là Thụy Điển. Các quốc gia đã đối đầu với nhau 107 lần, trong đó Đan Mạch thắng 40, hòa 20 và thua 47. Trận đấu đầu tiên giữa hai đội là trận thắng Đan Mạch 8–0 vào tháng 5 năm 1913. Đan Mạch đã thắng 5 trận đầu tiên trước Thụy Điển trước họ. thất bại đầu tiên vào tháng 10 năm 1916 với tỷ số 4–0. Trận đấu đầu tiên giữa các quốc gia là trận thua 1-0 trước Đan Mạch ở vòng bảng UEFA Euro 1992. Cả hai đội đều tiến từ vòng bảng và Đan Mạch đi tiếp để giành quyền tham dự giải đấu. Tại UEFA Euro 2004, các đội đã hòa 2–2 trong trận đấu cuối cùng ở vòng bảng, đảm bảo rằng cả hai đội đều tiến sâu trước Ý. Trong trận đấu trên sân nhà của Đan Mạch với Thụy Điển ở vòng loại UEFA Euro 2008, đội khách đã giành chiến thắng 3–0 sau khi một cổ động viên Đan Mạch xâm nhập sân và tấn công trọng tài. Trận đấu ngược lại kết thúc với tỷ số hòa không bàn thắng và Đan Mạch không thể giành quyền tham dự giải đấu cuối cùng. Trong vòng loại của FIFA World Cup 2010, Đan Mạch đã thắng cả hai trận trước Thụy Điển với tỷ số 1–0 và đủ điều kiện tham dự World Cup. Ở vòng play-off vòng loại UEFA Euro 2016 , Đan Mạch đã để thua Thụy Điển với tỷ số 4–3 với tổng tỷ số 4–3 và không thể giành quyền tham dự giải đấu cuối cùng. Trận đấu gần đây nhất giữa các quốc gia là chiến thắng 2–0 cho Đan Mạch vào tháng 11 năm 2020.

### Trang phục thi đấu
Bộ đồ thi đấu của đội được sản xuất bởi công ty Hummel của Đan Mạch. Nó có màu đỏ hoàn toàn với các chi tiết màu trắng để phản ánh màu sắc của quốc kỳ Đan Mạch. Trước thời kỳ tài trợ của Adidas, nhà cung cấp bộ quần áo bóng đá cũng là Hummel từ năm 1979 đến năm 2004.
| Nhà tài trợ | Giai đoạn |
| ----------- | --------- |
| Hummel      | 1979–2004 |
| Adidas      | 2004–2016 |
| Hummel      | 2016–nay  |

## Danh hiệu
- Cúp Confederations: 1

Vô địch: 1995
- Vô địch châu Âu: 1

Vô địch: 1992
- Bóng đá nam tại Olympic:

 1906
 1908; 1912; 1960
 1948
- Cúp Nhà vua (Thái Lan): 2

Vô địch: 2009, 2010

## Giải đấu

### Giải vô địch bóng đá thế giới
| Năm        | Kết quả                  | St                       | T                        | H                        | B                        | Bt                       | Bb                       |               |
| ---------- | ------------------------ | ------------------------ | ------------------------ | ------------------------ | ------------------------ | ------------------------ | ------------------------ | ------------- |
| 1930–1954  | Không tham dự            | Không tham dự            | Không tham dự            | Không tham dự            | Không tham dự            | Không tham dự            | Không tham dự            |               |
| 1958       | Không vượt qua vòng loại | Không vượt qua vòng loại | Không vượt qua vòng loại | Không vượt qua vòng loại | Không vượt qua vòng loại | Không vượt qua vòng loại | Không vượt qua vòng loại |               |
| 1962       | Không tham dự            | Không tham dự            | Không tham dự            | Không tham dự            | Không tham dự            | Không tham dự            | Không tham dự            |               |
| 1966–1982  | Không vượt qua vòng loại | Không vượt qua vòng loại | Không vượt qua vòng loại | Không vượt qua vòng loại | Không vượt qua vòng loại | Không vượt qua vòng loại | Không vượt qua vòng loại |               |
| 1986       | Vòng 2                   | 4                        | 3                        | 0                        | 1                        | 10                       | 6                        |               |
| 1990–1994  | Không vượt qua vòng loại | Không vượt qua vòng loại | Không vượt qua vòng loại | Không vượt qua vòng loại | Không vượt qua vòng loại | Không vượt qua vòng loại | Không vượt qua vòng loại |               |
| 1998       | Tứ kết                   | 5                        | 2                        | 1                        | 2                        | 9                        | 7                        |               |
| 2002       | Vòng 2                   | 4                        | 2                        | 1                        | 1                        | 5                        | 5                        |               |
| 2006       | Không vượt qua vòng loại | Không vượt qua vòng loại | Không vượt qua vòng loại | Không vượt qua vòng loại | Không vượt qua vòng loại | Không vượt qua vòng loại | Không vượt qua vòng loại |               |
| 2010       | Vòng 1                   | 3                        | 1                        | 0                        | 2                        | 3                        | 6                        |               |
| 2014       | Không vượt qua vòng loại | Không vượt qua vòng loại | Không vượt qua vòng loại | Không vượt qua vòng loại | Không vượt qua vòng loại | Không vượt qua vòng loại | Không vượt qua vòng loại |               |
| 2018       | Vòng 2                   | 4                        | 1                        | 3                        | 0                        | 3                        | 2                        |               |
| 2022       | Vòng 1                   | 3                        | 0                        | 1                        | 2                        | 1                        | 3                        |               |
| 2026– 2034 | Chưa xác định            | Chưa xác định            | Chưa xác định            | Chưa xác định            | Chưa xác định            | Chưa xác định            | Chưa xác định            | Chưa xác định |
| Tổng cộng  | 6/22 1 lần tứ kết        | 23                       | 9                        | 6                        | 8                        | 31                       | 29                       |               |

### Cúp Liên đoàn các châu lục
| Năm       | Kết quả                   | St                        | T                         | H                         | B                         | Bt                        | Bb                        |                           |
| --------- | ------------------------- | ------------------------- | ------------------------- | ------------------------- | ------------------------- | ------------------------- | ------------------------- | ------------------------- |
| 1992      | Không giành quyền tham dự | Không giành quyền tham dự | Không giành quyền tham dự | Không giành quyền tham dự | Không giành quyền tham dự | Không giành quyền tham dự | Không giành quyền tham dự |                           |
| 1995      | Vô địch                   | 3                         | 2                         | 1                         | 0                         | 5                         | 1                         |                           |
| 1997–2017 | Không giành quyền tham dự | Không giành quyền tham dự | Không giành quyền tham dự | Không giành quyền tham dự | Không giành quyền tham dự | Không giành quyền tham dự | Không giành quyền tham dự | Không giành quyền tham dự |
| Tổng cộng | 1/10 Vô địch              | 3                         | 2                         | 1                         | 0                         | 5                         | 1                         |                           |

### Giải vô địch bóng đá châu Âu
| Năm       | Kết quả                  | St                       | T                        | H                        | B                        | Bt                       | Bb                       |
| --------- | ------------------------ | ------------------------ | ------------------------ | ------------------------ | ------------------------ | ------------------------ | ------------------------ |
| 1960      | Không vượt qua vòng loại | Không vượt qua vòng loại | Không vượt qua vòng loại | Không vượt qua vòng loại | Không vượt qua vòng loại | Không vượt qua vòng loại | Không vượt qua vòng loại |
| 1964      | Hạng tư                  | 2                        | 0                        | 0                        | 2                        | 1                        | 6                        |
| 1968–1980 | Không vượt qua vòng loại | Không vượt qua vòng loại | Không vượt qua vòng loại | Không vượt qua vòng loại | Không vượt qua vòng loại | Không vượt qua vòng loại | Không vượt qua vòng loại |
| 1984      | Bán kết                  | 4                        | 2                        | 1                        | 1                        | 9                        | 4                        |
| 1988      | Vòng 1                   | 3                        | 0                        | 0                        | 3                        | 2                        | 7                        |
| 1992      | Vô địch                  | 5                        | 2                        | 2                        | 1                        | 6                        | 4                        |
| 1996      | Vòng 1                   | 3                        | 1                        | 1                        | 1                        | 4                        | 4                        |
| 2000      | Vòng 1                   | 3                        | 0                        | 0                        | 3                        | 0                        | 8                        |
| 2004      | Tứ kết                   | 4                        | 1                        | 2                        | 1                        | 4                        | 5                        |
| 2008      | Không vượt qua vòng loại | Không vượt qua vòng loại | Không vượt qua vòng loại | Không vượt qua vòng loại | Không vượt qua vòng loại | Không vượt qua vòng loại | Không vượt qua vòng loại |
| 2012      | Vòng 1                   | 3                        | 1                        | 0                        | 2                        | 4                        | 5                        |
| 2016      | Không vượt qua vòng loại | Không vượt qua vòng loại | Không vượt qua vòng loại | Không vượt qua vòng loại | Không vượt qua vòng loại | Không vượt qua vòng loại | Không vượt qua vòng loại |
| 2020      | Bán kết                  | 6                        | 3                        | 0                        | 3                        | 12                       | 7                        |
| 2024      | Vòng 2                   | 4                        | 0                        | 3                        | 1                        | 2                        | 4                        |
| 2028      | Chưa xác định            | Chưa xác định            | Chưa xác định            | Chưa xác định            | Chưa xác định            | Chưa xác định            | Chưa xác định            |
| 2032      | Chưa xác định            | Chưa xác định            | Chưa xác định            | Chưa xác định            | Chưa xác định            | Chưa xác định            | Chưa xác định            |
| Tổng cộng | 10/17 1 lần vô địch      | 37                       | 10                       | 9                        | 18                       | 44                       | 54                       |

### UEFA Nations League
| Thành tích tại UEFA Nations League | Thành tích tại UEFA Nations League | Thành tích tại UEFA Nations League | Thành tích tại UEFA Nations League | Thành tích tại UEFA Nations League | Thành tích tại UEFA Nations League | Thành tích tại UEFA Nations League | Thành tích tại UEFA Nations League | Thành tích tại UEFA Nations League | Thành tích tại UEFA Nations League | Thành tích tại UEFA Nations League |
| Mùa giải                           | Hạng đấu                           | Bảng                               | Pos                                | Pld                                | W                                  | D                                  | L                                  | GF                                 | GA                                 |                                    |
| ---------------------------------- | ---------------------------------- | ---------------------------------- | ---------------------------------- | ---------------------------------- | ---------------------------------- | ---------------------------------- | ---------------------------------- | ---------------------------------- | ---------------------------------- | ---------------------------------- |
| 2018–19                            | B                                  | Vòng bảng                          | 1st                                | 4                                  | 2                                  | 2                                  | 0                                  | 4                                  | 1                                  |                                    |
| 2020–21                            | A                                  | Vòng bảng                          | 7th                                | 6                                  | 3                                  | 1                                  | 2                                  | 8                                  | 7                                  |                                    |
| 2022–23                            | A                                  | Vòng bảng                          | 5th                                | 6                                  | 4                                  | 0                                  | 2                                  | 9                                  | 5                                  |                                    |
| Tổng cộng                          | Tổng cộng                          | Vòng bảng                          | 3/3                                | 16                                 | 9                                  | 3                                  | 4                                  | 21                                 | 13                                 |                                    |

### Thế vận hội Mùa hè
- (Nội dung thi đấu dành cho cấp đội tuyển quốc gia cho đến kỳ Đại hội năm 1988)

| Năm       | Vị trí                     | Trận                     | Thắng                    | Hòa                      | Thua                     | Bàn thắng                | Bàn thua                 |
| --------- | -------------------------- | ------------------------ | ------------------------ | ------------------------ | ------------------------ | ------------------------ | ------------------------ |
| 1900–1904 | Không được tham dự         | Không được tham dự       | Không được tham dự       | Không được tham dự       | Không được tham dự       | Không được tham dự       | Không được tham dự       |
| 1906      | Huy chương vàng            | 2                        | 2                        | 0                        | 0                        | 14                       | 1                        |
| 1908      | Huy chương bạc             | 3                        | 2                        | 0                        | 1                        | 26                       | 3                        |
| 1912      | Huy chương bạc             | 3                        | 2                        | 0                        | 1                        | 13                       | 5                        |
| 1920      | Vòng 1                     | 1                        | 0                        | 0                        | 1                        | 0                        | 1                        |
| 1924–1936 | Không tham dự              | Không tham dự            | Không tham dự            | Không tham dự            | Không tham dự            | Không tham dự            | Không tham dự            |
| 1948      | Huy chương đồng            | 4                        | 3                        | 0                        | 1                        | 15                       | 11                       |
| 1952      | Tứ kết                     | 3                        | 2                        | 0                        | 1                        | 7                        | 6                        |
| 1956      | Không tham dự              | Không tham dự            | Không tham dự            | Không tham dự            | Không tham dự            | Không tham dự            | Không tham dự            |
| 1960      | Huy chương bạc             | 5                        | 4                        | 0                        | 1                        | 11                       | 7                        |
| 1964      | Không vượt qua vòng loại   | Không vượt qua vòng loại | Không vượt qua vòng loại | Không vượt qua vòng loại | Không vượt qua vòng loại | Không vượt qua vòng loại | Không vượt qua vòng loại |
| 1968      | Không tham dự              | Không tham dự            | Không tham dự            | Không tham dự            | Không tham dự            | Không tham dự            | Không tham dự            |
| 1972      | Tứ kết                     | 6                        | 3                        | 1                        | 2                        | 11                       | 7                        |
| 1976      | Không vượt qua vòng loại   | Không vượt qua vòng loại | Không vượt qua vòng loại | Không vượt qua vòng loại | Không vượt qua vòng loại | Không vượt qua vòng loại | Không vượt qua vòng loại |
| 1980      | Không tham dự              | Không tham dự            | Không tham dự            | Không tham dự            | Không tham dự            | Không tham dự            | Không tham dự            |
| 1984–1988 | Không vượt qua vòng loại   | Không vượt qua vòng loại | Không vượt qua vòng loại | Không vượt qua vòng loại | Không vượt qua vòng loại | Không vượt qua vòng loại | Không vượt qua vòng loại |
| Tổng cộng | 7/16 1 lần huy chương vàng | 25                       | 16                       | 1                        | 8                        | 83                       | 40                       |

## Lịch thi đấu

### 2024
| 23 tháng 3 Giao hữu | Đan Mạch | 0–0      | Thụy Sĩ | Copenhagen, Đan Mạch                                                                         |  |
| 20:00 UTC+1         |          | Chi tiết |         | Sân vận động: Sân vận động Parken Lượng khán giả: 30,731 Trọng tài: Allard Lindhout (Hà Lan) |  |

| 26 tháng 3 Giao hữu | Đan Mạch                   | 2–0 | Quần đảo Faroe | Brøndby, Đan Mạch                                                                            |  |
| 20:15 UTC+1         | - Højbjerg 8' - Daramy 52' |     |                | Sân vận động: Sân vận động Brøndby Lượng khán giả: 17,332 Trọng tài: Philip Farrugia (Malta) |  |

| 5 tháng 6 Giao hữu | Đan Mạch                    | 2–1      | Thụy Điển | Copenhagen, Đan Mạch                                                                           |  |
| 19:00 UTC+2        | - Højbjerg 2' - Eriksen 86' | Chi tiết | - Isak 9' | Sân vận động: Sân vận động Parken Lượng khán giả: 35,522 Trọng tài: Kristoffer Hagenes (Na Uy) |  |

| 8 tháng 6 Giao hữu | Đan Mạch                                       | 3–1      | Na Uy         | Brøndby, Đan Mạch                                                       |  |
| 19:30 UTC+2        | - Højbjerg 12' - Vestergaard 21' - Poulsen 90' | Chi tiết | - Haaland 72' | Sân vận động: Sân vận động Brøndby Trọng tài: Stéphanie Frappart (Pháp) |  |

| 16 tháng 6 Bảng C UEFA Euro 2024 | Slovenia    | 1–1      | Đan Mạch      | Stuttgart, Đức                                                                    |  |
| 18:00 CEST                       | - Janža 77' | Chi tiết | - Eriksen 17' | Sân vận động: MHPArena Lượng khán giả: 54,000 Trọng tài: Sandro Schärer (Thụy Sĩ) |  |

| 20 tháng 6 Bảng C UEFA Euro 2024 | Đan Mạch     | 1–1      | Anh      | Frankfurt, Đức                                                                             |  |
| 18:00 CEST                       | Hjulmand 34' | Chi tiết | Kane 18' | Sân vận động: Waldstadion Lượng khán giả: 46,177 Trọng tài: Artur Soares Dias (Bồ Đào Nha) |  |

| 25 tháng 6 Bảng C UEFA Euro 2024 | Đan Mạch | 0–0      | Serbia | Munich, Đức                                                                              |  |
| 21:00 CEST                       |          | Chi tiết |        | Sân vận động: Allianz Arena Lượng khán giả: 64,288 Trọng tài: François Letexier (France) |  |

| 29 tháng 6 Vòng 16 đội UEFA Euro 2024 | Đức | 2–0      | Đan Mạch | Dortmund, Đức                                                  |  |
| 21:00 CEST                            |     | Chi tiết |          | Sân vận động: Westfalenstadion Trọng tài: Michael Oliver (Anh) |  |

| 5 tháng 9 UEFA Nations League 2024–25 | Đan Mạch | v        | Thụy Sĩ | Copenhagen, Đan Mạch              |  |
| 20:45 CEST                            |          | Chi tiết |         | Sân vận động: Sân vận động Parken |  |

| 8 tháng 9 UEFA Nations League 2024–25 | Đan Mạch | v        | Serbia | Copenhagen, Đan Mạch              |  |
| 18:00 CEST                            |          | Chi tiết |        | Sân vận động: Sân vận động Parken |  |

| 12 tháng 10 UEFA Nations League 2024–25 | Tây Ban Nha | v        | Đan Mạch | Murcia, Tây Ban Nha                     |  |
| 20:45 CEST                              |             | Chi tiết |          | Sân vận động: Sân vận động Enrique Roca |  |

| 15 tháng 10 UEFA Nations League 2024–25 | Thụy Sĩ | v        | Đan Mạch | Thun, Thụy Sĩ                 |  |
| 20:45 CEST                              |         | Chi tiết |          | Sân vận động: Stockhorn Arena |  |

| 15 tháng 11 UEFA Nations League 2024–25 | Đan Mạch | v        | Tây Ban Nha | Copenhagen, Đan Mạch              |  |
| 20:45 CEST                              |          | Chi tiết |             | Sân vận động: Sân vận động Parken |  |

| 18 tháng 11 UEFA Nations League 2024–25 | Serbia | v        | Đan Mạch | Belgrade, Serbia                    |  |
| 20:45 CEST                              |        | Chi tiết |          | Sân vận động: Sân vận động Red Star |  |

## Cầu thủ

### Các cầu thủ đã giải nghệ
- Morten Olsen (1970-1989)
- Henning Jensen (1972-1980)
- Allan Simonsen (1972-1986)
- Preben Elkjær (1977-1988)
- Michael Laudrup (1982-1998)
- Brian Laudrup (1987-1998)
- Peter Schmeichel (1987-2001)

| Thập kỷ 1900-Thập kỷ 1920: - Vilhelm Wolfhagen 1908-1917 - Sophus "Krølben" 1908-1919 - Nils Middelboe 1908-1920 - Poul "Tist" Nielsen 1910-1925 - Paul Berth 1911-1922 - Michael Rohde 1915-1931 - Pauli Jørgensen 1925-1939 Thập kỷ 1930-Thập kỷ 1940: - Arne Sørensen 1937-1946 - Karl Aage Hansen 1943-1948 - Knud Lundberg 1943-1956 - Carl Aage Præst 1945-1949 - Poul Petersen 1946-1952 | Thập kỷ 1950-Thập kỷ 1960: - Bent Hansen 1958-1965 - Henning Enoksen 1958-1966 - Ole Madsen 1958-1969 - Harald Nielsen 1959-1960 - Johnny Hansen 1965-1978 - Henning Munk Jensen 1966-1978 Thập kỷ 1970: - Per Røntved 1970-1982 - Jens Jørn Bertelsen 1976-1987 - Frank Arnesen 1977-1987 - Søren Lerby 1978-1989 | Thập kỷ 1980: - Ivan Nielsen 1980-1989 - John Sivebæk 1982-1992 - Kim Vilfort 1983-1996 - Henrik Andersen 1985-1994 - Lars Olsen 1986-1996 - Flemming Povlsen 1987-1994 - Jan Heintze 1987-2002 thập kỷ 1990: - Stig Tøfting 1993-2002 - Ebbe Sand 1998-2004 - René Henriksen 1998-2004 - Thomas Gravesen 1998-2006 |

### Các cầu thủ khoác áo đội tuyển quốc gia nhiều nhất
Tính đến ngày 29 tháng 6 năm 2024.
Cầu thủ in đậm vẫn còn thi đấu ở đội tuyển quốc gia.

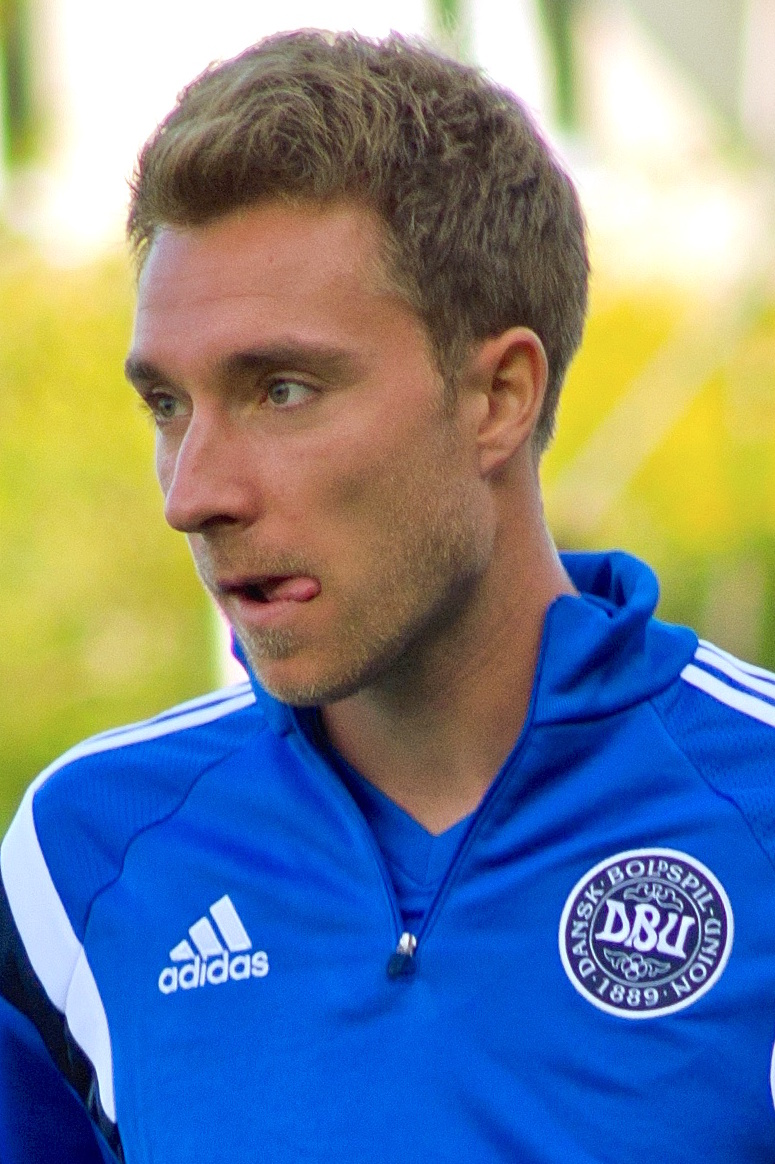
Christian Eriksen là cầu thủ khoác áo đội tuyển quốc gia nhiều nhất với 134 trận.

| Thứ tự | Tên cầu thủ       | Thời gian thi đấu | Số trận | Bàn thắng |
| ------ | ----------------- | ----------------- | ------- | --------- |
| 1      | Christian Eriksen | 2010–             | 134     | 42        |
| 2      | Simon Kjær        | 2009–             | 132     | 5         |
| 3      | Peter Schmeichel  | 1987–2001         | 129     | 1         |
| 4      | Dennis Rommedahl  | 2000–2014         | 126     | 21        |
| 5      | Jon Dahl Tomasson | 1997–2010         | 112     | 52        |
| 6      | Thomas Helveg     | 1994–2007         | 108     | 2         |
| 7      | Kasper Schmeichel | 2013–             | 105     | 0         |
| 8      | Michael Laudrup   | 1982–1998         | 104     | 37        |
| 9      | Morten Olsen      | 1970–1989         | 102     | 4         |
| 9      | Martin Jørgensen  | 1998–2011         | 102     | 12        |

### Các cầu thủ ghi nhiều bàn thắng nhất
Tính đến 29 tháng 6 năm 2024.
Cầu thủ in đậm vẫn còn thi đấu ở đội tuyển quốc gia.

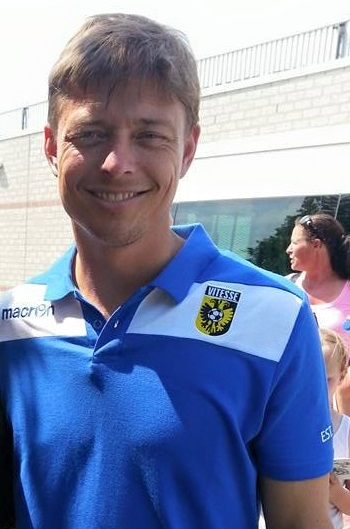
Jon Dahl Tomasson là cầu thủ ghi nhiều bàn thắng nhất cho đội tuyển quốc gia với 52 bàn thắng.

| Thứ tự | Tên cầu thủ          | Thời gian thi đấu | Bàn thắng | Số trận | Hiệu suất |
| 1      | Jon Dahl Tomasson    | 1997–2010         | 52        | 112     | 0.46      |
| 1      | Poul "Tist" Nielsen  | 1910–1925         | 52        | 38      | 1.37      |
| 3      | Pauli Jørgensen      | 1925–1939         | 44        | 47      | 0.94      |
| 4      | Ole Madsen           | 1958–1969         | 42        | 50      | 0.84      |
| 4      | Christian Eriksen    | 2010–             | 42        | 134     | 0.31      |
| 6      | Preben Elkjær Larsen | 1977–1988         | 38        | 69      | 0.55      |
| 7      | Michael Laudrup      | 1982–1998         | 37        | 104     | 0.36      |
| 8      | Nicklas Bendtner     | 2006–2018         | 30        | 81      | 0.39      |
| 9      | Henning Enoksen      | 1958–1966         | 29        | 54      | 0.54      |
| 10     | Michael Rohde        | 1915–1931         | 22        | 40      | 0.55      |
| 10     | Ebbe Sand            | 1998–2004         | 22        | 66      | 0.33      |

### Đội hình
Đây là đội hình đã hoàn thành UEFA Euro 2024.
Số liệu thống kê tính đến ngày 29 tháng 6 năm 2024 sau trận gặp Đức.
| Số | VT | Cầu thủ                 | Ngày sinh (tuổi)  | Trận | Bàn | Câu lạc bộ        |
| -- | -- | ----------------------- | ----------------- | ---- | --- | ----------------- |
| 1  | TM | Kasper Schmeichel       | 5 tháng 11, 1986  | 105  | 0   | Anderlecht        |
| 16 | TM | Mads Hermansen          | 11 tháng 7, 2000  | 0    | 0   | Leicester City    |
| 22 | TM | Frederik Rønnow         | 4 tháng 8, 1992   | 10   | 0   | Union Berlin      |
|    |    |                         |                   |      |     |                   |
| 2  | HV | Joachim Andersen        | 31 tháng 5, 1996  | 36   | 0   | Crystal Palace    |
| 3  | HV | Jannik Vestergaard      | 3 tháng 8, 1992   | 45   | 3   | Leicester City    |
| 4  | HV | Simon Kjær (đội trưởng) | 26 tháng 3, 1989  | 132  | 5   | Milan             |
| 5  | HV | Joakim Mæhle            | 20 tháng 5, 1997  | 49   | 11  | VfL Wolfsburg     |
| 6  | HV | Andreas Christensen     | 10 tháng 4, 1996  | 73   | 3   | Barcelona         |
| 13 | HV | Mathias Jørgensen       | 23 tháng 4, 1990  | 37   | 2   | Brentford         |
| 17 | HV | Victor Kristiansen      | 16 tháng 12, 2002 | 12   | 0   | Leicester City    |
| 18 | HV | Alexander Bah           | 9 tháng 12, 1997  | 15   | 1   | Benfica           |
| 25 | HV | Rasmus Kristensen       | 11 tháng 7, 1997  | 21   | 0   | Roma              |
|    |    |                         |                   |      |     |                   |
| 7  | TV | Mathias Jensen          | 1 tháng 1, 1996   | 30   | 1   | Brentford         |
| 8  | TV | Thomas Delaney          | 3 tháng 9, 1991   | 81   | 8   | Sevilla           |
| 10 | TV | Christian Eriksen       | 14 tháng 2, 1992  | 134  | 42  | Manchester United |
| 14 | TV | Mikkel Damsgaard        | 3 tháng 7, 2000   | 28   | 4   | Brentford         |
| 15 | TV | Christian Nørgaard      | 10 tháng 3, 1994  | 28   | 1   | Brentford         |
| 21 | TV | Morten Hjulmand         | 25 tháng 6, 1999  | 10   | 1   | Sporting CP       |
| 23 | TV | Pierre-Emile Højbjerg   | 5 tháng 8, 1995   | 81   | 10  | Tottenham Hotspur |
|    |    |                         |                   |      |     |                   |
| 9  | TĐ | Rasmus Højlund          | 4 tháng 2, 2003   | 18   | 7   | Manchester United |
| 11 | TĐ | Andreas Skov Olsen      | 29 tháng 12, 1999 | 33   | 8   | Club Brugge       |
| 12 | TĐ | Kasper Dolberg          | 6 tháng 10, 1997  | 49   | 11  | Anderlecht        |
| 19 | TĐ | Jonas Wind              | 7 tháng 2, 1999   | 31   | 8   | VfL Wolfsburg     |
| 20 | TĐ | Yussuf Poulsen          | 15 tháng 6, 1994  | 84   | 13  | RB Leipzig        |
| 24 | TĐ | Anders Dreyer           | 2 tháng 5, 1998   | 3    | 0   | Anderlecht        |
| 26 | TĐ | Jacob Bruun Larsen      | 19 tháng 9, 1998  | 7    | 1   | TSG Hoffenheim    |

### Triệu tập gần đây
Các cầu thủ dưới đây được triệu tập trong vòng 12 tháng.
| Vt                                                                                           | Cầu thủ             | Ngày sinh (tuổi)  | Số trận | Bt | Câu lạc bộ      | Lần cuối triệu tập                  |
| -------------------------------------------------------------------------------------------- | ------------------- | ----------------- | ------- | -- | --------------- | ----------------------------------- |
| TM                                                                                           | Andreas Hansen      | 11 tháng 8, 1995  | 0       | 0  | Nordsjælland    | v. Quần đảo Faroe, 26 March 2024    |
|                                                                                              |                     |                   |         |    |                 |                                     |
| HV                                                                                           | Victor Nelsson      | 14 tháng 10, 1998 | 12      | 0  | Galatasaray     | UEFA Euro 2024INJ                   |
| HV                                                                                           | Jacob Rasmussen     | 28 tháng 5, 1997  | 0       | 0  | Brøndby         | v. Quần đảo Faroe, 26 March 2024    |
| HV                                                                                           | Mads Roerslev       | 24 tháng 6, 1999  | 0       | 0  | Brentford       | v. Quần đảo Faroe, 26 March 2024    |
| HV                                                                                           | Elias Jelert        | 12 tháng 6, 2003  | 3       | 0  | Copenhagen      | v. Quần đảo Faroe, 26 March 2024    |
| HV                                                                                           | Jens Stryger Larsen | 21 tháng 2, 1991  | 54      | 3  | Malmö           | v. Bắc Ireland, 20 November 2023    |
|                                                                                              |                     |                   |         |    |                 |                                     |
| TV                                                                                           | Matt O'Riley        | 21 tháng 11, 2000 | 2       | 0  | Celtic          | v. Quần đảo Faroe, 26 March 2024    |
| TV                                                                                           | Gustav Isaksen      | 19 tháng 4, 2001  | 1       | 0  | Lazio           | v. Quần đảo Faroe, 26 March 2024    |
| TV                                                                                           | Jesper Lindstrøm    | 29 tháng 2, 2000  | 16      | 1  | Napoli          | v. Bắc Ireland, 20 November 2023    |
| TV                                                                                           | Morten Frendrup     | 7 tháng 4, 2001   | 0       | 0  | Genoa           | v. Bắc Ireland, 20 November 2023    |
| TV                                                                                           | Philip Billing      | 11 tháng 6, 1996  | 5       | 0  | Bournemouth     | v. Kazakhstan, 14 October 2023      |
| TV                                                                                           | Nicolai Vallys      | 4 tháng 9, 1996   | 1       | 0  | Brøndby         | v. San Marino, 7 September 2023     |
|                                                                                              |                     |                   |         |    |                 |                                     |
| TĐ                                                                                           | Mohamed Daramy      | 7 tháng 1, 2002   | 10      | 1  | Reims           | v. Quần đảo Faroe, 26 March 2024INJ |
| TĐ                                                                                           | Robert Skov         | 20 tháng 5, 1996  | 14      | 7  | 1899 Hoffenheim | v. Slovenia, 17 November 2023INJ    |
| TĐ                                                                                           | Martin Braithwaite  | 5 tháng 6, 1991   | 69      | 10 | Espanyol        | v. Phần Lan, 10 September 2023      |
| - INJ = Rút lui vì chấn thương - PRE = Đội hình sơ bộ - RET = Đã chia tay đội tuyển quốc gia |                     |                   |         |    |                 |                                     |

## Huấn luyện viên
| Tên                                                                                    | Năm                 | Số trận | Thắng | Hòa | Thua | GF   | GA   | Tỷ lệ thắng % |
| -------------------------------------------------------------------------------------- | ------------------- | ------- | ----- | --- | ---- | ---- | ---- | ------------- |
| Charles Williams                                                                       | 1908–1910           | 4       | 3     | 0   | 1    | 28   | 4    | 75.0%         |
| Axel Andersen Byrval                                                                   | 1913–1915 1917–1918 | 16      | 14    | 1   | 1    | 68   | 12   | 87.5%         |
| Jack Carr (trợ lý)                                                                     | 1920                | 1       | 0     | 0   | 1    | 0    | 1    | 0.0%          |
| Edward Magner (trợ lý)                                                                 | 1939                | 2       | 2     | 0   | 0    | 11   | 3    | 100.0%        |
| Sophus Nielsen (trợ lý )                                                               | 1940                | 2       | 0     | 2   | 0    | 4    | 4    | 0.0%          |
| J.D. Butler (caretaker)                                                                | 1946                | 2       | 1     | 0   | 1    | 4    | 3    | 50.0%         |
| Axel Bjerregaard & Ove Bøje (caretakers)                                               | 1948                | 3       | 2     | 0   | 1    | 12   | 2    | 66.7%         |
| Robert Mountford (caretaker)                                                           | 1948                | 4       | 3     | 0   | 1    | 15   | 11   | 75.0%         |
| Axel Bjerregaard (caretaker)                                                           | 1952                | 3       | 2     | 0   | 1    | 7    | 6    | 66.7%         |
| Alf Young (caretaker)                                                                  | 1956                | 1       | 0     | 0   | 1    | 1    | 2    | 0.0%          |
| Lajos Szendrödi (caretaker)                                                            | 1956                | 1       | 0     | 1   | 0    | 1    | 1    | 0.0%          |
| Arne Sørensen                                                                          | 1956–1961           | 41      | 20    | 8   | 13   | 94   | 78   | 48.8%         |
| Poul Petersen                                                                          | 1962–1966           | 47      | 17    | 8   | 22   | 85   | 94   | 36.2%         |
| Erik Hansen & Ernst Netuka (trợ lý) )\|\|1967\|\|8\|\|4\|\|2\|\|2\|\|29\|\|11\|\|50.0% |                     |         |       |     |      |      |      |               |
| Erik Hansen & Henry From (trợ lý)                                                      | 1968–1969           | 11      | 4     | 1   | 6    | 21   | 17   | 36.4%         |
| John Hansen & Henry From (trợ lý)                                                      | 1969                | 9       | 5     | 1   | 3    | 20   | 12   | 55.6%         |
| Rudi Strittich                                                                         | 1970–1975           | 61      | 20    | 11  | 30   | 80   | 102  | 32.8%         |
| Kurt "Nikkelaj" Nielsen                                                                | 1976–1979           | 31      | 13    | 6   | 12   | 55   | 45   | 41.9%         |
| Sepp Piontek                                                                           | 1979–1990           | 115     | 52    | 24  | 39   | 167  | 123  | 45.2%         |
| Richard Møller Nielsen                                                                 | 1987–1988 1990–1996 | 73      | 40    | 18  | 15   | 116  | 55   | 54.8%         |
| Bo Johansson                                                                           | 1996–2000           | 40      | 17    | 9   | 14   | 51   | 43   | 42.5%         |
| Morten Olsen                                                                           | 2000–2015           | 166     | 80    | 42  | 44   | 258  | 178  | 48.2%         |
| Åge Hareide                                                                            | 2016–2020           | 42      | 21    | 18  | 3    | 81   | 26   | 50.0%         |
| John Jensen (trợ lý)                                                                   | 2018                | 1       | 0     | 0   | 1    | 0    | 3    | 0%            |
| Kasper Hjulmand                                                                        | 2020–present        | 11      | 8     | 1   | 2    | 28   | 7    | 72.7%         |
| Tổng                                                                                   | 1908–present        | 814     | 378   | 165 | 273  | 1599 | 1165 | 46.4%         |